# Шакіл Камаль
Шакіл Камаль (18 березня 1990) — мозамбіцький плавець.
Учасник Олімпійських Ігор 2008, 2012 років.